# Heracleum tiliifolium
Heracleum tiliifolium är en flockblommig växtart som beskrevs av H.Wolff. Heracleum tiliifolium ingår i släktet lokor, och familjen flockblommiga växter. Inga underarter finns listade i Catalogue of Life.